# هیپنوسیس

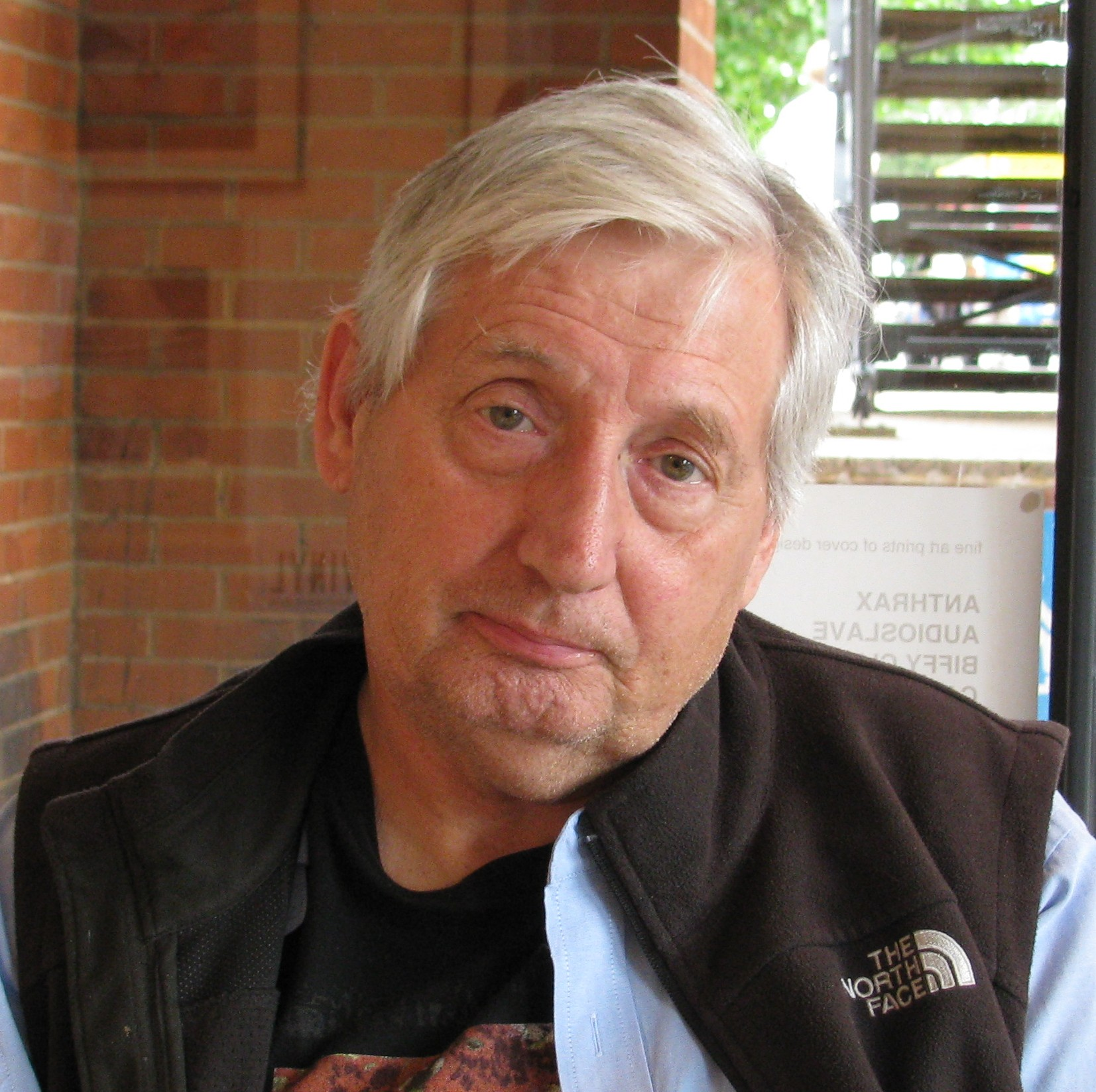
نگاره‌ٔ استورم تورجرسن طراح جلد آلبوم - ۲۰۱۰

هیپ‌نُسیس (به انگلیسی: Hipgnosis) نام یک گروه طراحی هنری انگلیسی بود که در زمینه طراحی جلد آلبوم برای موسیقی‌دانان و گروه‌های موسیقی راک فعالیت می‌کرد. هنرمندانی مانند لد زپلین،بلک سبث، پینک فلوید،۱۰سی‌سی،یس، اسکورپیونز،ای‌سی/دی‌سی،جنسیس ،روی هارپر، الکتریک لایت ارکسترا،رینبو از جمله این هنرمندان هستند.
هیپنسیس شامل استورم تورجرسن، آبری پاول و پیتر کریستوفرسن بود.گروه در سال ۱۹۸۳ منحل شد، گرچه تورجرسن به فعالیتش روی طراحی جلد ادامه داد و پاول نیز فعالیتش را روی فیلم متمرکز کرد.